# Sportverein Viktoria 01 Aschaffenburg 1986-1987
Questa voce raccoglie le informazioni riguardanti lo Sportverein Viktoria 01 Aschaffenburg nelle competizioni ufficiali della stagione 1986-1987.

## Stagione
Nella stagione 1986-1987 il Viktoria Aschaffenburg, allenato da Horst Heese e Lothar Buchmann, concluse il campionato di 2. Bundesliga al 18º posto. In Coppa di Germania il Viktoria Aschaffenburg fu eliminato al primo turno dal Waldhof Mannheim.

## Rosa
| N. |                     | Ruolo | Calciatore         |
| -- | ------------------- | ----- | ------------------ |
|    | Germania (bandiera) | P     | Valentin Herr      |
|    | Germania (bandiera) | P     | Eric Rasp          |
|    | Germania (bandiera) | P     | Claus Reitmaier    |
|    | Germania (bandiera) | D     | Jürgen Brauburger  |
|    | Germania (bandiera) | D     | Uwe Kramer         |
|    | Germania (bandiera) | D     | Peter Löhr         |
|    | Germania (bandiera) | D     | Reinhold Runge     |
|    | Germania (bandiera) | D     | Michael Sandt      |
|    | Germania (bandiera) | D     | Karl-Heinz Schmitt |
|    | Germania (bandiera) | D     | Heinz Vetter       |
|    | Germania (bandiera) | C     | Ingo Aulbach       |
|    | Germania (bandiera) | C     | Jürgen Baier       |

| N. |                                 | Ruolo | Calciatore        |
| -- | ------------------------------- | ----- | ----------------- |
|    | Germania (bandiera)             | C     | Uwe Dittus        |
|    | Bosnia ed Erzegovina (bandiera) | C     | Radomir Dubovina  |
|    | Germania (bandiera)             | C     | Matthias Imhof    |
|    | Germania (bandiera)             | C     | Hans-Peter Knecht |
|    | Germania (bandiera)             | C     | Detlef Krenz      |
|    | Germania (bandiera)             | C     | Frank Nitsche     |
|    | Germania (bandiera)             | C     | Dietmar Rompel    |
|    | Germania (bandiera)             | C     | Josef Sarroca     |
|    | Germania (bandiera)             | A     | Holger Friz       |
|    | Germania (bandiera)             | A     | Rudi Gores        |
|    | Germania (bandiera)             | A     | Dieter Lindenau   |
|    | Germania (bandiera)             | A     | Markus Schäfer    |

## Organigramma societario
Area tecnica
- Allenatore: Lothar Buchmann
- Allenatore in seconda: Bernd Hölzenbein
- Preparatore dei portieri:
- Preparatori atletici:

## Calciomercato

### Sessione estiva
| Acquisti | Acquisti        | Acquisti             | Acquisti |
| R.       | Nome            | da                   | Modalità |
| -------- | --------------- | -------------------- | -------- |
| C        | Frank Nitsche   | Norimberga           |          |
| C        | Jürgen Baier    | Hannover 96          |          |
| C        | Uwe Dittus      | Karlsruhe            |          |
| A        | Rudi Gores      | TeBe Berlino         |          |
| P        | Valentin Herr   | Alemannia Aquisgrana |          |
| D        | Dirk Lellek     | Hertha Berlino       |          |
| P        | Claus Reitmaier | Kickers Würzburg     |          |

| Cessioni | Cessioni        | Cessioni      | Cessioni |
| R.       | Nome            | a             | Modalità |
| -------- | --------------- | ------------- | -------- |
| P        | Kurt Kowarz     | RW Oberhausen |          |
| A        | Cezary Tobollik | Lens          |          |

### Sessione invernale
| Acquisti | Acquisti      | Acquisti              | Acquisti |
| R.       | Nome          | da                    | Modalità |
| -------- | ------------- | --------------------- | -------- |
| A        | Holger Friz   | Eintracht Francoforte |          |
| C        | Josef Sarroca | Eintracht Francoforte |          |

| Cessioni | Cessioni    | Cessioni     | Cessioni |
| R.       | Nome        | a            | Modalità |
| -------- | ----------- | ------------ | -------- |
| D        | Dirk Lellek | Werder Brema |          |
| C        | Nenad Šalov | Darmstadt    |          |

## Risultati

### 2. Bundesliga

#### Girone di andata
| Arbitro: | Bruch |

|           |           |                                              |
| Rudić 45’ | Marcatori | 10’ Rompel 31’ Gores 54’ Lellek 89’ Dubovina |

| Arbitro: | Amerell |

|            |           |           |
| Knecht 23’ | Marcatori | 82’ Lemke |

| Arbitro: | Kröger |

|                                |           |  |
| Falkenstein 55’ Tschiskale 69’ | Marcatori |  |

| Arbitro: | Kautschor |

|                                 |           |                   |
| Dittus 33’ Knecht 56’ Krenz 80’ | Marcatori | 40’ (aut.) Rompel |

| Arbitro: | Bauer |

|                                       |           |            |
| Schaub 56’ Löw 73’ (rig.), 76’ (rig.) | Marcatori | 69’ Knecht |

| Arbitro: | Schmidhuber |

|           |           |                    |
| Baier 47’ | Marcatori | 27’ Ruof 81’ Gries |

| Arbitro: | Harder |

|             |           |              |
| Schacht 75’ | Marcatori | 67’ Dubovina |

| Arbitro: | Correll |

|           |           |                      |
| Dittus 7’ | Marcatori | 24’ Gerber 61’ Golke |

| Aschaffenburg 20 settembre 1986, ore 15:00 CEST 9ª giornata | Vikt. Aschaffenburg | 0 – 0 referto | Darmstadt | Stadion am Schönbusch (4 500 spett.)\| Arbitro: \| Müller \| |
| Arbitro:                                                    | Müller              |               |           |                                                              |

| Arbitro: | Steffens |

|                                                 |           |            |
| Dezelak 45’, 53’, 90’ Stichler 81’ Jurácsik 83’ | Marcatori | 69’ Knecht |

| Arbitro: | Strigel |

|                       |           |                |
| Schäfer 5’ Knecht 70’ | Marcatori | 53’ Steininger |

| Arbitro: | Gochermann |

|                                       |           |              |
| Surmann 32’ Grillemeier 48’ Reich 90’ | Marcatori | 47’ Lindenau |

| Arbitro: | Mierswa |

|                         |           |                |
| Knecht 39’ Lindenau 78’ | Marcatori | 51’ Schütterle |

| Arbitro: | Krug |

|                                        |           |                   |
| Fuhl 53’, 62’ Kruszyński 78’ Brace 90’ | Marcatori | 66’, 76’ Lindenau |

| Arbitro: | Föckler |

|                        |           |                            |
| Lindenau 33’ Šalov 57’ | Marcatori | 28’ Ali-Doosti 56’ Schmitt |

| Arbitro: | Löwer |

|                                 |           |              |
| Linz 28’, 64’ (rig.) Jursch 33’ | Marcatori | 30’ Lindenau |

| Arbitro: | Fux |

|                         |           |                                                    |
| Knecht 23’ Lindenau 36’ | Marcatori | 12’ Schlotterbeck 19’ Finke 53’ Streich 58’ Hobday |

| Oberhausen 29 novembre 1986, ore 15:00 CET 18ª giornata | RW Oberhausen | 0 – 0 referto | Vikt. Aschaffenburg | Niederrheinstadion (2 000 spett.)\| Arbitro: \| Steinborn \| |
| Arbitro:                                                | Steinborn     |               |                     |                                                              |

| Aschaffenburg 6 dicembre 1986, ore 15:00 CET 19ª giornata | Vikt. Aschaffenburg | 0 – 0 referto | Ulma | Stadion am Schönbusch (2 500 spett.)\| Arbitro: \| Reinstädtler \| |
| Arbitro:                                                  | Reinstädtler        |               |      |                                                                    |

#### Girone di ritorno
| Aschaffenburg 13 dicembre 1986, ore 15:00 CET 20ª giornata | Vikt. Aschaffenburg | 0 – 0 referto | Hessen Kassel | Stadion am Schönbusch (4 500 spett.)\| Arbitro: \| Berg \| |
| Arbitro:                                                   | Berg                |               |               |                                                            |

| Arbitro: | Eli |

|          |           |             |
| Gede 45’ | Marcatori | 87’ Nitsche |

| Arbitro: | Neuner |

|          |           |                        |
| Friz 67’ | Marcatori | 59’ Jankovic 90’ Fruck |

| Arbitro: | Richmann |

|                                                    |           |  |
| Ellmerich 32’ (rig.) Buckmaier 45’ Buchheister 59’ | Marcatori |  |

| Arbitro: | Harder |

|            |           |                                           |
| Knecht 24’ | Marcatori | 9’ Sané 21’ Lay 35’ Schaub 70’ (rig.) Löw |

| Arbitro: | Neumann |

|                                   |           |             |
| Sitek 10’ Ruof 28’, 90’ Gries 47’ | Marcatori | 41’ Schäfer |

| Arbitro: | Steinborn |

|            |           |                        |
| Knecht 72’ | Marcatori | 23’ Ellguth 37’ Maurer |

| Arbitro: | Puchalski |

|                       |           |                         |
| Gerber 47’ Wenzel 52’ | Marcatori | 12’ Schäfer 24’ Nitsche |

| Arbitro: | Merk |

|             |           |  |
| Klepper 84’ | Marcatori |  |

| Arbitro: | Theobald |

|                     |           |                          |
| Knecht 17’ Friz 70’ | Marcatori | 76’ Dezelak 89’ Stichler |

| Arbitro: | Retzmann |

|                                       |           |            |
| Dum 10’ Mäurer 45’ Jurgeleit 52’, 88’ | Marcatori | 75’ Knecht |

| Arbitro: | Eli |

|             |           |            |
| Nitsche 27’ | Marcatori | 28’ Hobday |

| Arbitro: | Barnick |

|                                |           |             |
| Bogdan 24’, 72’ Schütterle 32’ | Marcatori | 52’ Nitsche |

| Arbitro: | Bauer |

|                                                        |           |  |
| Dubovina 11’ Friz 17’, 58’ Knecht 25’, 66’ Nitsche 63’ | Marcatori |  |

| Arbitro: | Müller |

|                |           |         |
| Rolshausen 54’ | Marcatori | 3’ Friz |

| Arbitro: | Gochermann |

|            |           |            |
| Knecht 63’ | Marcatori | 24’ Eymold |

| Arbitro: | Heitmann |

|            |           |           |
| Kmiecik 9’ | Marcatori | 89’ Baier |

| Arbitro: | Reinstädtler |

|            |           |                          |
| Knecht 82’ | Marcatori | 59’ Schlipper 67’ Krella |

| Arbitro: | Krug |

|                |           |  |
| Rudić 16’, 23’ | Marcatori |  |

### Coppa di Germania
| Arbitro: | Kruse |

|          |           |                       |
| Baier 7’ | Marcatori | 2’ Gaudino 74’ Walter |

## Statistiche

### Statistiche di squadra
| Competizione      | Punti | In casa | In casa | In casa | In casa | In casa | In casa | In trasferta | In trasferta | In trasferta | In trasferta | In trasferta | In trasferta | Totale | Totale | Totale | Totale | Totale | Totale | DR  |
| Competizione      | Punti | G       | V       | N       | P       | Gf      | Gs      | G            | V            | N            | P            | Gf           | Gs           | G      | V      | N      | P      | Gf     | Gs     | DR  |
| ----------------- | ----- | ------- | ------- | ------- | ------- | ------- | ------- | ------------ | ------------ | ------------ | ------------ | ------------ | ------------ | ------ | ------ | ------ | ------ | ------ | ------ | --- |
| 2. Bundesliga     | 24    | 19      | 4       | 8       | 7       | 28      | 28      | 19           | 1            | 6            | 12           | 19           | 44           | 38     | 5      | 14     | 19     | 47     | 72     | -25 |
| Coppa di Germania | -     | 1       | 0       | 0       | 1       | 1       | 2       | 0            | 0            | 0            | 0            | 0            | 0            | 1      | 0      | 0      | 1      | 1      | 2      | -1  |
| Totale            | 24    | 20      | 4       | 8       | 8       | 29      | 30      | 19           | 1            | 6            | 12           | 19           | 44           | 39     | 5      | 14     | 20     | 48     | 74     | -26 |

### Andamento in campionato
| Giornata  | 1 | 2 | 3 | 4 | 5  | 6  | 7  | 8  | 9  | 10 | 11 | 12 | 13 | 14 | 15 | 16 | 17 | 18 | 19 | 20 | 21 | 22 | 23 | 24 | 25 | 26 | 27 | 28 | 29 | 30 | 31 | 32 | 33 | 34 | 35 | 36 | 37 | 38 |
| --------- | - | - | - | - | -- | -- | -- | -- | -- | -- | -- | -- | -- | -- | -- | -- | -- | -- | -- | -- | -- | -- | -- | -- | -- | -- | -- | -- | -- | -- | -- | -- | -- | -- | -- | -- | -- | -- |
| Luogo     | T | C | T | C | T  | C  | T  | C  | C  | T  | C  | T  | C  | T  | C  | T  | C  | T  | C  | C  | T  | C  | T  | C  | T  | C  | T  | T  | C  | T  | C  | T  | C  | T  | C  | T  | C  | T  |
| Risultato | V | N | P | V | P  | P  | N  | P  | N  | P  | V  | P  | V  | P  | N  | P  | P  | N  | N  | N  | N  | P  | P  | P  | P  | P  | N  | P  | N  | P  | N  | P  | V  | N  | N  | N  | P  | P  |
| Posizione | 1 | 3 | 8 | 5 | 10 | 13 | 13 | 16 | 15 | 16 | 15 | 15 | 15 | 15 | 16 | 16 | 16 | 17 | 18 | 18 | 18 | 18 | 18 | 18 | 18 | 18 | 18 | 18 | 18 | 19 | 18 | 18 | 18 | 18 | 18 | 18 | 18 | 18 |

Legenda:

Luogo: C = Casa; T = Trasferta. Risultato: V = Vittoria; N = Pareggio; P = Sconfitta.

### Statistiche dei giocatori
| Giocatore     | 2. Bundesliga | 2. Bundesliga | 2. Bundesliga | 2. Bundesliga | Coppa di Germania | Coppa di Germania | Coppa di Germania | Coppa di Germania | Totale   | Totale | Totale      | Totale     |
| Giocatore     | Presenze      | Reti          | Ammonizioni   | Espulsioni    | Presenze          | Reti              | Ammonizioni       | Espulsioni        | Presenze | Reti   | Ammonizioni | Espulsioni |
| ------------- | ------------- | ------------- | ------------- | ------------- | ----------------- | ----------------- | ----------------- | ----------------- | -------- | ------ | ----------- | ---------- |
| I. Aulbach    | 29            | 0             | 6             | 0             | 1                 | 0                 | 0                 | 0                 | 30       | 0      | 6           | 0          |
| J. Baier      | 31            | 2             | 9             | 1             | 1                 | 1                 | 0                 | 0                 | 32       | 3      | 9           | 1          |
| J. Brauburger | 23            | 0             | 7             | 1             | 1                 | 0                 | 0                 | 0                 | 24       | 0      | 7           | 1          |
| U. Dittus     | 35            | 2             | 7             | 0             | 1                 | 0                 | 0                 | 0                 | 36       | 2      | 7           | 0          |
| R. Dubovina   | 33            | 3             | 6             | 0             | 1                 | 0                 | 0                 | 0                 | 34       | 3      | 6           | 0          |
| H. Friz       | 18            | 5             | 2             | 0             | 0                 | 0                 | 0                 | 0                 | 18       | 5      | 2           | 0          |
| R. Gores      | 5             | 1             | 3             | 0             | 1                 | 0                 | 0                 | 0                 | 6        | 1      | 3           | 0          |
| V. Herr       | 15            | 0             | 1             | 0             | 1                 | 0                 | 0                 | 0                 | 16       | 0      | 1           | 0          |
| M. Imhof      | 6             | 0             | 0             | 0             | 0                 | 0                 | 0                 | 0                 | 6        | 0      | 0           | 0          |
| H. Knecht     | 34            | 15            | 3             | 1             | 1                 | 0                 | 0                 | 0                 | 35       | 15     | 3           | 1          |
| U. Kramer     | 28            | 0             | 4             | 0             | 0                 | 0                 | 0                 | 0                 | 28       | 0      | 4           | 0          |
| D. Krenz      | 10            | 1             | 0             | 0             | 1                 | 0                 | 0                 | 0                 | 11       | 1      | 0           | 0          |
| D. Lellek     | 9             | 1             | 1             | 1             | 0                 | 0                 | 0                 | 0                 | 9        | 1      | 1           | 1          |
| D. Lindenau   | 24            | 7             | 1             | 0             | 0                 | 0                 | 0                 | 0                 | 24       | 7      | 1           | 0          |
| P. Löhr       | 21            | 0             | 7             | 0             | 1                 | 0                 | 0                 | 0                 | 22       | 0      | 7           | 0          |
| F. Nitsche    | 18            | 5             | 2             | 0             | 0                 | 0                 | 0                 | 0                 | 18       | 5      | 2           | 0          |
| E. Rasp       | 2             | 0             | 0             | 0             | 0                 | 0                 | 0                 | 0                 | 2        | 0      | 0           | 0          |
| C. Reitmaier  | 21            | 0             | 0             | 0             | 0                 | 0                 | 0                 | 0                 | 21       | 0      | 0           | 0          |
| D. Rompel     | 16            | 1             | 1             | 0             | 0                 | 0                 | 0                 | 0                 | 16       | 1      | 1           | 0          |
| R. Runge      | 4             | 0             | 1             | 0             | 0                 | 0                 | 0                 | 0                 | 4        | 0      | 1           | 0          |
| M. Sandt      | 3             | 0             | 0             | 0             | 1                 | 0                 | 0                 | 0                 | 4        | 0      | 0           | 0          |
| J. Sarroca    | 18            | 0             | 3             | 0             | 0                 | 0                 | 0                 | 0                 | 18       | 0      | 3           | 0          |
| K. Schmitt    | 24            | 0             | 5             | 0             | 1                 | 0                 | 1                 | 0                 | 25       | 0      | 6           | 0          |
| M. Schäfer    | 28            | 3             | 0             | 0             | 1                 | 0                 | 0                 | 0                 | 29       | 3      | 0           | 0          |
| H. Vetter     | 3             | 0             | 0             | 0             | 0                 | 0                 | 0                 | 0                 | 3        | 0      | 0           | 0          |
| N. Šalov      | 16            | 1             | 0             | 0             | 0                 | 0                 | 0                 | 0                 | 16       | 1      | 0           | 0          |